# Okręg Bressuire
Okręg Bressuire (fr. Arrondissement de Bressuire) – okręg w zachodniej Francji. Populacja wynosi 109 509 osób. Siedzibą jest Bressuire.